# جيمي روبرتسون (لاعب كرة قدم)
جيمي روبرتسون (بالإنجليزية: Jimmy Robertson)‏ (3 ديسمبر 1955 بغلاسكو في المملكة المتحدة - ) هو لاعب كرة قدم بريطاني في مركز جناح ‏. لعب مع كوين أوف ساوث ونادي ماذرويل ونادي سترنرير ‏ ونادي غرينوك مورتون ونادي كلايدبانك ‏.